# Marcus Hordeonius Flaccus
Pour les articles homonymes, voir Flaccus.
Marcus Hordeonius Flaccus (avant 14 apr. J.-C. - 17 décembre 69 apr. J.-C.) est un sénateur romain qui a vécu sous les Julio-Claudiens.

## Carrière politique et militaire avant 68

### Origine familiale
Peu de choses sont connues de la vie d'Hordeonius Flaccus avant l'année des quatre empereurs. Son père est sans doute originaire de Naples et a été procurateur financier en Gaule Narbonnaise sous Tibère. Cette trajectoire familiale indique sans doute une certaine proximité avec le pouvoir impérial.

### Carrière politique
M. Hordeonius Flaccus est consul suffect de mars à avril 47, avec Gaius Calpetanus Rantius Sedatus comme collègue. Il s'agit alors de l'acmé de sa carrière politique. Ce consulat, nécessairement obtenu à trente-trois ans minimum, indique qu'Hordeonius est né en 14 apr. J.-C. au plus tôt. Les magistratures politiques et commandements militaires obtenus par Hordeonius Flaccus sont inconnus jusqu'au début de l'année 69, lors de laquelle il commande les légions de Germanie supérieure avec le titre de Légat d'Auguste propréteur.

## Hordeonius Flaccus et les événements de 68-70
La majeure partie de ce que nous connaissons de la vie d'Hordeonius Flaccus est liée aux conflits des années 68-70 apr. J.-C. et repose sur ce qu'en écrit l'historien romain Tacite dans ses Histoires. Hordeonius est nommé à ce poste par le successeur de Néron, Galba, qui s'était révolté contre le dernier empereur Julio-Claudien ; il y remplace Lucius Verginius Rufus. Après la rébellion de Vitellius, commandant des légions de Germanie inférieure, contre Galba, Hordeonius Flaccus est seul à s'occuper de la défense du Rhin, avec des troupes réduites.

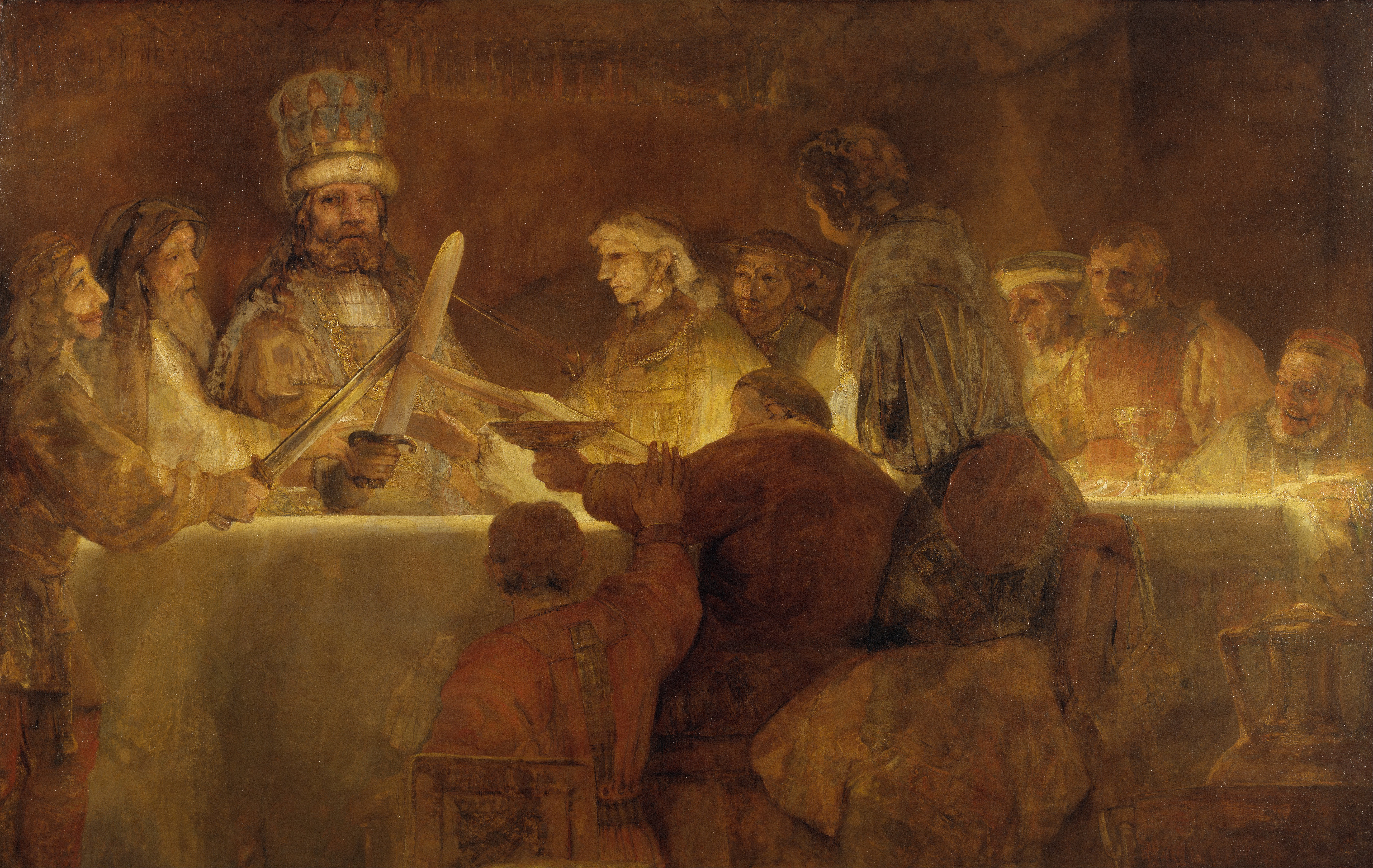
La révolte des Bataves, peinte par Rembrandt

Après avoir vaincu Othon, Vitellius, nouvel empereur de Rome, dut faire face à la rébellion de Vespasien et demanda des renforts de troupes à Hordeonius Flaccus. Celui-ci refusa en arguant d'une révolte possible du peuple germain des Bataves, peuple allié des Romains. Les tensions entre Hordeonius Flaccus et l'empereur Vitellius, auquel restaient fidèles les légions du Rhin, conduisirent le légat à une forte impopularité auprès de ses troupes, dont l'historien Tacite rapporte plusieurs exemples.
Devant faire face à la Révolte des Bataves, Hordeonius Flaccus essaya d'utiliser au mieux ses forces face au général batave Caius Julius Civilis, ancien commandant des troupes auxiliaires de l'armée romaine, qui prétendait défendre le parti de Vespasien et se servit ainsi de la guerre civile en cours pour mener sa révolte. Dès l'été 69, plusieurs affrontements eurent lieu et tournèrent à l'avantage des Bataves. Deux légions, la legio V Alaudae et la legio XV Primigenia, furent défaites à Noviomagus (actuelle Nimègue) et durent se replier sur le camp de Castra Vetera (actuelle Xanten), où elles subirent un long siège mené par les Bataves.
Après la défaite de Vitellius face à Vespasien, connue début novembre en Germanie, Civilis continua le siège de Castra Vetera, révélant ainsi la véritable raison de sa révolte (défendre l'indépendance des Bataves). Hordeonius Flaccus, aidé par C. Dillius Vocula, leva le siège et attaqua les Bataves à Krefeld dans la nuit du 1er au 2 décembre 69. Malgré ce succès, la relation d'Hordeonius Flaccus et de ses troupes continua à se détériorer. Lorsqu'il fallut faire prêter serment au nouvel empereur, Vespasien, plusieurs soldats s'y opposèrent, et lorsque, à la mi-décembre, Hordeonius Flaccus distribua dans le camp de Novaesium (actuelle Neuss) un don d'argent aux troupes (donativum), il le fit au nom de Vespasien, alors que celui-ci avait été envoyé quelques semaines plus tôt par Vitellius : les troupes se rebellèrent et tuèrent leur général.
Tacite est particulièrement hostile à la figure d'Hordeonius Flaccus, qu'il décrit comme un exemple de décadence romaine, opposée à la vigueur et à l'intelligence du chef batave Julius Civilis. Dans son étude sur l'année des quatre empereurs, Pierre Cosme insiste sur le fossé qui s'était progressivement creusé entre le commandant et ses troupes et sur la perte de contrôle (notamment de l'information militaire) qui accompagnait ce processus. L'historien allemand Egon Flaig parle même d'incompétence du commandement et analyse les modalités de la crise de confiance qui agita les légions du Rhin lors de cet épisode.